# Сеньора Корнелия
«Сеньора Корнелия» (исп. La señora Cornelia) — новелла испанского писателя Мигеля де Сервантеса, опубликованная в 1613 году в составе сборника «Назидательные новеллы». В ней автор использовал мотивы, характерные для итальянской новеллистики (так же, как в «Двух девицах»). Непосредственным источником сюжетного материала могла стать анонимная итальянская новелла «Побег».
Исследователи констатируют, что на схожих сюжетах построены комедии Лопе де Вега «Кабальеро из Ильескаса» и Тирсо де Молина «Дающий сразу даёт дважды». Вторая могла быть написана под влиянием новеллы Сервантеса.